# Barrio La France
Barrio La France es un barrio que se encuentra en la ciudad de Córdoba, Argentina. Se ubica en la zona noroeste de la capital, extendiéndose de norte a sur por Avenida Los Granaderos hasta Avenida Manuel Cardeñosa, y de este a oeste por Avenida Monseñor Pablo Cabrera hasta la estación de ferrocarril Apeadero Hospital Neonatal del Tren de las Sierras. Limita con los siguientes barrios: Barrio Las Magnolias al norte, Barrio Marqués de Sobremonte al noroeste, Barrio San Martín Norte y Ana Zumarán al este, Barrio Alto Verde al oeste y Barrio Altos de San Martín y Barrio Las Margarita al sur.

## Historia
El actual barrio de La France, en la ciudad de Córdoba, era originalmente una de las tantas quintas al norte del Río Primero. Pertenecía a Jean Loustau-Chartez (oriundo de la ciudad de Pau, Pirineos Atlánticos, Francia), próspero empresario local dedicado al rubro de ferretería e importación de maquinaria agrícola; y a su esposa, Désirée Bidaut (parisina), cuyo padre, un renombrado ingeniero civil de la época, llegara con toda su familia a Córdoba contratado por el Gobierno Provincial, hacia 1860. Es así que siendo ambos franceses, bautizaron con el nombre de "La France" a la que sería una de las quintas de recreo de la familia Loustau-Bidaut. Contaba con canal de agua, molino, caballerizas, cancha de tenis, jardines, parque, galpones, y diversas construcciones propias de su explotación (era autosuficiente), de entre las cuales destacaba el casco o casa-quinta de planta rectangular y rodeada de galería. Su acceso principal, por aquel entonces completamente despoblado, era el correspondiente tramo de la actual Avenida Los Granaderos. Con el tiempo y ya avanzado el siglo XX, la quinta fue paulatinamente rodeada por la creciente expansión del urbanismo cordobés, a la par que la casa principal se encontraba, a la sazón, desmantelada y cerrada. Fue entonces cuando sus últimos dueños, Celina Loustau-Bidaut y su esposo, Ernesto Soler Olive, decidieron donar el antiguo casco para la primera escuela que hubo en la zona, y más tarde, en 1941, lotear y urbanizar la propiedad. Años después dicha escuela fue demolida luego de haber sufrido un incendio.
El 29 de mayo de 1969 se produjo el la ciudad de Córdoba, uno de los movimientos de protestas más importantes en la historia del país, el cordobazo, llevado a cabo por obreros gremialistas y agrupaciones políticas uniéndose luego, los estudiantes universitarios, quienes protestaban por las determinaciones impuestas de la dictadura militar que gobernaba el país, en ese entonces a manos del general Juan Carlos Onganía. Al amanecer de aquel 29 de mayo, Máximo Mena, obrero del sindicado de mecánicos SMATA, vecino nacido y criado en Barrio La France, integraba la columna de 3.000 obreros de la planta de Santa Isabel de la empresa IKA, que avanzaba sobre la ciudad de Córdoba por la ruta hacia Alta Gracia. La columna ingreso a la ciudad y llegó hasta Avenida Vélez Sársfield donde choco con la policía. A las 12:30 a. m. en Boulevard San Juan y Arturo M. Bas la policía abrió fuego sobre la columna y Máximo Mena cae asesinado, convirtiéndose en la primera víctima de las protestas . La muerte de Mena fue una de las causas inmediatas que desencadenó el Cordobazo. A la tarde se produjo la furia de los manifestantes que se adueñaron de la ciudad, organizando barricadas contra la policía. Al caer la noche, Ongania envía al ejército a reprimir, lo que deja un salto total de 34 muertos y más de 400 heridos. Máximo Mena fue velado ante una multitud de miles de personas en la calle N° 7 de Barrio La France (hoy calle Ciudad del Barco). El cordobazo tuvo como consecuencia la caída del régimen de Ongania y el retorno a la democracia.

## Población
Los vecinos son procedentes de inmigrantes italianos, ya que llegaron hasta aquí para poder escaparse de la Segunda Guerra Mundial . La Población del barrio ha ido variando durante años. Según datos del censo de 1991, el barrio contaba con 6316 habitantes. Para 2001 la población descendió a 3092 habitantes. Mientras que para el 2008 el barrio ascendió mínimamente su población en 3259 habitantes, ubicándose así en el puesto número 125° de los más de 400 barrios de la capital cordobesa.

## Deportes
- El 20 de noviembre de 1920 se fundó el famoso Club Atlético Huracán en Barrio La France, siendo su primer Presidente Don Juan Olave, abuelo del Ídolo y arquero de Belgrano de Córdoba, Juan Carlos Olave . Para el año 1932, su estadio se localizaba en Barrio San Martín, pero años más tarde el club se trasladaría al Pasaje Garayar s/n de Barrio La France donde se mantiene hasta la actualidad. En 1958 ascendió a primera división y en 1993 llegó a su máximo logro, convirtiéndose en Campeón de la Liga Cordobesa de Fútbol tras  ganarle a  Unión San Vicente.Durante sus casi 100 años de historia el club sirvió de escuela de preparación para grandes futbolistas que luego jugarían en equipos de la ciudad como Talleres de Córdoba, Belgrano de Córdoba e Instituto de Córdoba, y hasta llegarían a vestir los colores de la Selección Argentina, algunos de ellos como Salvador Mastrosimone, Héctor Baldassi y José Luis Cuciuffo, Campeón Mundial en México 86, entre otros. En las inferiores de este club, también paso el centrocampista de la Selección Argentina Javier Pastore quien juega en el París Saint-Germain .El Club Fue denominado "Los Luminosos" por ser el primer estadio de Sudamérica en ser iluminado. Actualmente el club pelea el ascenso a la liga cordobesa de fútbol. Su clásico lo juega con  Club Atlético Argentino Peñarol.
- En 1940 se abren las puertas del Club de Bochas de Barrio la France,  que desde hace 75 años es por excelencia el centro de encuentro de muchos vecinos de la zona. El Club ha salido Campeón Nacional y ha ganado muchos torneos.

## Instituciones Importantes
- En 1957 Se construye la Iglesia De Santa Ines, una de las más importantes de la zona y que día a día reúne a varios feligreses del barrio y barrios vecinos.
- El Barrio cuenta con dos espacios verdes: la Plaza Manuel Reyes Reyna de calle Ciudad del Barco y la otra de calle Concepción de Bermejo.
- Desde 2014 y por iniciativa del Centro Vecinal La France, el barrio cuenta con una Alarma Comunitaria para quien lo desee.
- En los 80 se fundó la " Iglesia Cristiana Evangélica "El Renuevo" Archivado el 26 de marzo de 2019 en Wayback Machine. ubicada sobre la avenida Manuel Cardeñosa, congrega a cientos de vecinos de la zona norte.
- Club Atlético Huracán (Córdoba)

El barrio cuenta con tres escuelas:
- El Colegio Privado Ceferino Namuncurá , inaugurado en 1963 y que funciona junto a la iglesia Santa Ines.
- El Colegio Primario Mahatma Gandhi, que cuenta también con un jardín de infantes del mismo nombre.
- El I.P.E.M N.º 8 Manuel Reyes Reyna, que desde el año 2005 funciona en su edificio de Avenida Manuel Cardeñosa.

## Transporte
Las principales líneas de colectivo que unen el Barrio con el resto de la ciudad son:
| Corredor   | Líneas                              |
| ---------- | ----------------------------------- |
| Corredor 2 | - D20 - 20 - 21 - 22 - 24 - 25 - 27 |
|            | - 600                               |